# 梅鲁峰

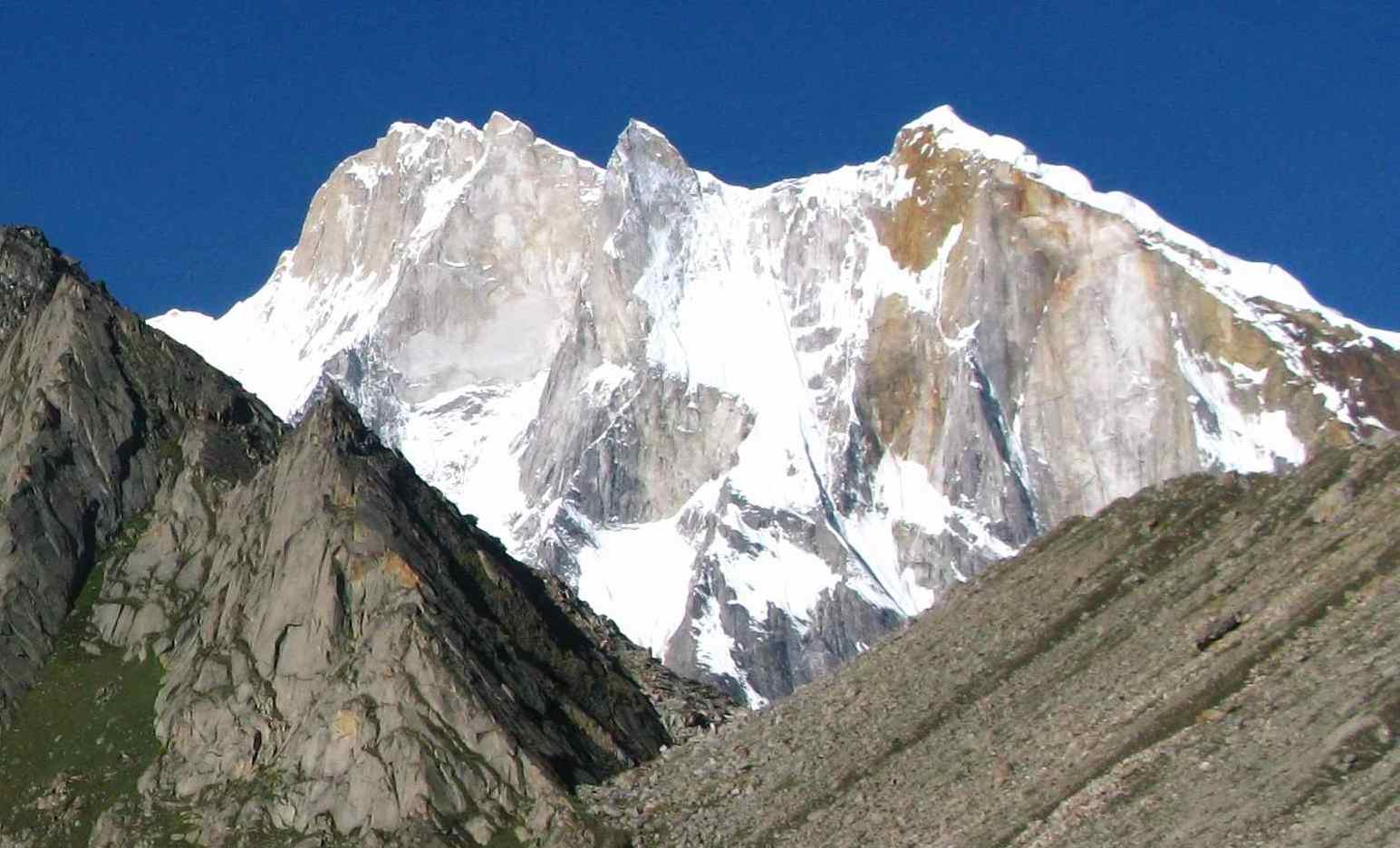
從左到右是梅鲁峰的南峰、中峰、北峰。

梅鲁峰是（Meru Peak）位于印度北阿坎德邦加瓦爾專區喜马拉雅山脉的一座山，最高处海拔为6,660米（21,850英尺）。
梅鲁峰有三座峰：南峰6660米，中峰6310米，北峰6450米。中峰峰顶名叫鲨鱼鳍，山峰极为陡峭，为世界上最难攀登的山峰之一。金國威、康拉德·安克、Renan Ozturk三人于2011年10月2日历史性首次登上梅鲁峰鲨鱼鳍。